# Saison 2023-2024 de l'En avant Guingamp
Maillots
Chronologie
Saison précédente Saison suivante
La saison 2023-2024 de l'En avant de Guingamp, club de football français, voit le club évoluer en Ligue 2 pour la trente-troisième fois de son histoire, après sa sixième place obtenue lors de la saison 2022-2023.
L'équipe évolue pour la cinquième saison consécutive en Ligue 2 depuis sa relégation à l'issue de la saison 2018-2019. Elle est dirigée par Stéphane Dumont, en place depuis mai 2021. Elle se trouve aussi engagée en Coupe de France.
En Coupe de France, l'EAG passe difficilement ses deux premiers tours face à des équipes de divisions inférieures, dont le premier après avoir arraché la séance de pénaltys grâce à un but dans le temps additionnel. Le parcours s'arrête en trente-deuxièmes de finale, à domicile face au Stade rennais, sur le score de 2 à 0.

## Effectif

### Transferts

#### Mercato estival
Le mercato est agité et marqué par les départs du capitaine Jérémy Livolant, de plusieurs joueurs formés au club avec notamment un exode des jeunes gardiens suivant leur entraîneur Ronald Thomas, et de cadres comme Stephen Quemper quelque peu amer.
Le gardien Enzo Basilio, vice-capitaine la saison dernière, est nommé capitaine de l'équipe à la suite du départ de Livolant.
| Nom                      | Nationalité               | Poste             | Type de transfert  | Provenance/Destination      | Division                  |
| ------------------------ | ------------------------- | ----------------- | ------------------ | --------------------------- | ------------------------- |
| Arrivées                 |                           |                   |                    |                             |                           |
| Hugo Barbet              | France                    | Gardien           | Retour de prêt     | FC Bastia-Borgo             | National 2                |
| Ayman Ben Mohamed        | Tunisie                   | Défenseur         | Transfert libre    | Denizlispor                 | TFF 1. League             |
| Teddy Bartouche-Selbonne | France                    | Gardien           | Transfert libre    | FC Lorient                  | Ligue 1                   |
| Hady Camara              | France                    | Défenseur         | Retour de prêt     | FC Annecy                   | Ligue 2                   |
| Florent Duparchy         | France                    | Gardien           | Transfert libre    | Stade de Reims (réserve)    | National 2                |
| Jonathan Iglesias        | Uruguay                   | Milieu de terrain | Transfert libre    | Paris FC                    | Ligue 2                   |
| Noah Marec               | France                    | Gardien           | Fin de contrat     | Stade brestois 29           | Championnat de France U19 |
| Abdallah Ndour           | Sénégal                   | Défenseur         | Transfert          | FC Sochaux-Montbéliard      | National 1                |
| Sikou Niakaté            | France                    | Défenseur         | Retour de prêt     | SC Braga                    | Primeira Liga             |
| Babacar Niasse           | Mauritanie                | Gardien           | Transfert libre    | CD Tondela                  | Liga Portugal 2           |
| Amadou Sagna             | Sénégal                   | Attaquant         | Transfert          | Chamois niortais FC         | Ligue 2                   |
| Kalidou Sidibé           | France                    | Milieu de terrain | Transfert          | US Quevilly Rouen Métropole | Ligue 2                   |
| Lenny Vallier            | France                    | Défenseur         | Transfert          | Chamois niortais FC         | Ligue 2                   |
| Arthur Vitelli           | France                    | Défenseur         | Retour de prêt     | Podbeskidzie Bielsko-Biała  | I liga                    |
| Départs                  |                           |                   |                    |                             |                           |
| Mehdi Baaloudj           | Algérie                   | Attaquant         | Transfert          | FC Versailles 78            | National 1                |
| Hugo Barbet              | France                    | Gardien           | Fin de contrat,    | FC Nantes                   | Ligue 1                   |
| Félix Eboa Eboa          | Cameroun                  | Défenseur         | Fin de contrat     |                             |                           |
| Jules Gaudin             | France                    | Défenseur         | Fin de contrat     | Paris FC                    | Ligue 2                   |
| Ewen Jaouen              | France                    | Gardien           | Fin de contrat     | Stade de Reims              | Ligue 1                   |
| Jérémy Livolant          | France                    | Attaquant         | Transfert (2M €)   | FC Girondins de Bordeaux    | Ligue 2                   |
| Loïc Mbe Soh             | France                    | Défenseur         | Fin du prêt        | Nottingham Forest FC        | Premier League            |
| Tristan Muyumba          | France                    | Défenseur         | Transfert          | Atlanta United FC           | Major League Soccer       |
| Sikou Niakaté            | France                    | Défenseur         | Transfert (1,8M €) | SC Braga                    | Primeira Liga             |
| Stephen Quemper          | France                    | Défenseur         | Transfert          | AC Ajaccio                  | Ligue 2                   |
| Warren Tchimbembé        | France                    | Milieu de terrain | Fin du prêt        | FC Metz                     | Ligue 2                   |
| Arthur Vitelli           | France                    | Défenseur         | Transfert          | FC Sochaux-Montbéliard      | National 1                |
| Dominique Youfeigane     | République centrafricaine | Gardien           | Fin de contrat,    | FC Lorient                  | Ligue 1                   |

#### Mercato hivernal
| Nom            | Nationalité    | Poste             | Type de transfert | Provenance/Destination | Division  |
| -------------- | -------------- | ----------------- | ----------------- | ---------------------- | --------- |
| Arrivées       |                |                   |                   |                        |           |
| Ugo Bonnet     | France         | Attaquant         | Transfert libre   | Valenciennes FC        | Ligue 2   |
| Victor Lobry   | France         | Milieu de terrain | Transfert         | AS Saint-Étienne       | Ligue 2   |
| Lebogang Phiri | Afrique du Sud | Milieu de terrain | Transfert         | Çaykur Rizespor        | Süper Lig |
| Départs        |                |                   |                   |                        |           |
| Gaëtan Courtet | France         | Attaquant         | Transfert         | USL Dunkerque          | Ligue 2   |

### Effectif professionnel
Le tableau ci-dessous recense l'effectif professionnel de l'En avant de Guingamp pour la saison 2023-2024.

## Résultats

### Matchs amicaux

#### Pré-saison
Le calendrier des matchs amicaux en préparation de la nouvelle saison en Ligue 2 est dévoilé mi-juin par le club.
La première rencontre amicale, face à Angers, s'est déroulée en deux fois 30 min. Le format est à nouveau modifié lors du quatrième match amical, face au FC Lorient, avec deux mi-temps de 60 min, et plus précisément quatre quart-temps de 30 min.

### Championnat
La tenue de la première journée a longtemps été indécise pour l'En avant Guingamp en raison de la rétrogradation administrative contestée par le FC Sochaux-Montbéliard couplée aux évènements de la rencontre Bordeaux-Rodez lors de l'ultime journée de la saison dernière actant la descente du FC Annecy. Après plusieurs semaines de flou,,, la LFP valide la montée du FC Annecy le 3 août, soit deux jours avant le déplacement de l'EAG. Cette rencontre est du fait annoncée à huis clos.

#### Détail des rencontres

##### Août
| 1re journée              | FC Annecy | 1 – 4   | EA Guingamp |                                                          |                                                          |
| Samedi 5 août 2023 19h00 | Bosetti 45+2e (pen.) | (1 – 0) | 53e Picard ( Iglesias) · 72e El Ouazzani ( Guillaume) · 74e Sagna ( El Ouazzani) · 90e Merghem                                                                                    | Parc des sports d'Annecy, Annecy Spectateurs : Huis clos | Parc des sports d'Annecy, Annecy Spectateurs : Huis clos |
| Samedi 5 août 2023 19h00 | Jean 78e · Barry 88e | Rapport | | Parc des sports d'Annecy, Annecy Spectateurs : Huis clos | Parc des sports d'Annecy, Annecy Spectateurs : Huis clos |
| Samedi 5 août 2023 19h00 | Escales – Mahop, Jean, Mouanga, Delphis – Kashi, Barry – Testud, Ntamack ( 60e Larose), Bosetti ( 66e Shamal), Bengueddoudj ( 77e Farade) | Équipes | Basilio – Ndour ( 77e Manceau), Lemonnier, Riou, Sivis – Louiserre, Iglesias, Picard ( 67e Merghem) – El Ouazzani ( 90+2e Luvambo), Courtet ( 67e Sagna), Guillaume ( 90+2e Siwe) | Parc des sports d'Annecy, Annecy Spectateurs : Huis clos | Parc des sports d'Annecy, Annecy Spectateurs : Huis clos |

| 2e journée                | EA Guingamp | 0 – 1   | USL Dunkerque |                              |                              |
| Samedi 12 août 2023 19h00 | | (0 – 0) | 81e (pen.) Orelien | Stade de Roudourou, Guingamp | Stade de Roudourou, Guingamp |
| Samedi 12 août 2023 19h00 | Iglesias 62e · Gomis 79e · Guillaume 79e · Sivis 90+6e |         | 70e Sanganté · 90+2e Ba-Sy · 90+6e Anziani · | Stade de Roudourou, Guingamp | Stade de Roudourou, Guingamp |
| Samedi 12 août 2023 19h00 | Basilio – Gomis, Ndour ( 12e Manceau), Riou, Sivis – Louiserre ( 84e Merghem), Iglesias ( 73e Roux), Picard ( 61e Sagna) – El Ouazzani, Courtet ( 84e Siwe), Guillaume | Équipes | Balijon – Bilingi, Youssouf, Gambor, Sanganté, Thiam – Boissier, Keïta ( 72e Anziani), Bardeli ( 72e Orelien) – Etonde ( 61e Ba-Sy), Ghrieb ( 13e Ipiele 90e Trichard) | Stade de Roudourou, Guingamp | Stade de Roudourou, Guingamp |

| 3e journée                | Valenciennes FC | 0 – 0   | EA Guingamp |                                                    |                                                    |
| Samedi 19 août 2023 19h00 | | (0 – 0) | | Stade du Hainaut, Valenciennes Spectateurs : 4 986 | Stade du Hainaut, Valenciennes Spectateurs : 4 986 |
| Samedi 19 août 2023 19h00 | Buatu 28e · Linguet 35e · Boutoutaou 36e · Woudenberg 79e                                                                                       | Rapport | 31e Sivis · 79e Courtet · | Stade du Hainaut, Valenciennes Spectateurs : 4 986 | Stade du Hainaut, Valenciennes Spectateurs : 4 986 |
| Samedi 19 août 2023 19h00 | Louchet – Moore, Poha, Woudenberg, Linguet, Buatu – Masson, Boutoutaou ( 87e Hamache), Kruse – Venema ( 64e Berthomier), Bonnet ( 87e Noubissi) | Équipes | Basilio – Gomis, Ben Mohamed ( 76e Manceau), Riou, Sivis – Louiserre, Merghem ( 71e Courtet), Iglesias – El Ouazzani ( 88e Luvambo), Sagna, Guillaume ( 88e Siwe) | Stade du Hainaut, Valenciennes Spectateurs : 4 986 | Stade du Hainaut, Valenciennes Spectateurs : 4 986 |

| 4e journée                | EA Guingamp | 4 – 0   | Pau FC |                                                  |                                                  |
| Samedi 26 août 2023 19h00 | ( El Ouazzani) Sidibé 17e · ( Ndour) Gomis 38e · ( El Ouazzani) Sagna 51e · ( Luvambo) Sivis 89e                                                                          | (2 – 0) | | Stade de Roudourou, Guingamp Spectateurs : 6 629 | Stade de Roudourou, Guingamp Spectateurs : 6 629 |
| Samedi 26 août 2023 19h00 | Sidibé 35e · Gomis 42e · Ndour 82e | Rapport | 39e Kamara · 90+4e Sylla · | Stade de Roudourou, Guingamp Spectateurs : 6 629 | Stade de Roudourou, Guingamp Spectateurs : 6 629 |
| Samedi 26 août 2023 19h00 | Basilio – Gomis, Ndour ( 88e Iglesias), Riou, Sivis – Louiserre, Sidibé ( 70e Luvambo), Merghem ( 88e Manceau) – El Ouazzani ( 88e Siwe), Sagna ( 70e Courtet), Guillaume | Équipes | Kamara – Kouassi ( 63e Pirringuel), Batisse, Kanté, Obiang ( 77e Ahoussou), Ruiz ( 77e Boto) – D'Almeida, Sylla, Mouton – George ( 63e Boutaïb), Degert ( 63e Njoh) | Stade de Roudourou, Guingamp Spectateurs : 6 629 | Stade de Roudourou, Guingamp Spectateurs : 6 629 |

##### Septembre
| 5e journée                    | Amiens SC | 4 – 1   | EA Guingamp |                                            |                                            |
| Samedi 2 septembre 2023 19h00 | ( Tapsoba) Leautey 41e · ( Kakuta) Mafouta 76e · Kakuta 80e · ( Leautey) Mafouta 90e                                                                                           | (1 – 1) | 39e El Ouazzani | Stade Crédit Agricole - La Licorne, Amiens | Stade Crédit Agricole - La Licorne, Amiens |
| Samedi 2 septembre 2023 19h00 | Kakuta 2e | Rapport | 12e Guillaume · 52e Louiserre · 61e Sidibé · 77e Basilio ·                                                                                                   | Stade Crédit Agricole - La Licorne, Amiens | Stade Crédit Agricole - La Licorne, Amiens |
| Samedi 2 septembre 2023 19h00 | Gurtner – Opoku, Corchia ( 86e Assogba), Kaïboué ( 66e M. Fofana), Ouattara – M. Fofana ( 86e Urhoghide), Gélin ( 73e Gene) – Leautey, Tapsoba ( 65e Carroll), Mafouta, Kakuta | Équipes | Basilio – Gomis, Ndour, Riou, Sivis – Louiserre ( 81e Luvambo), Sidibé ( 81e Iglesias), Merghem ( 71e Picard) – El Ouazzani, Sagna, Guillaume ( 71e Courtet) | Stade Crédit Agricole - La Licorne, Amiens | Stade Crédit Agricole - La Licorne, Amiens |

| 6e journée                    | EA Guingamp | 3 – 0   | AC Ajaccio |                              |                              |
| Lundi 18 septembre 2023 20h45 | ( Roux) El Ouazzani 3e · ( Picard) El Ouazzani 31e · Guillaume 77e | (2 – 0) | | Stade de Roudourou, Guingamp | Stade de Roudourou, Guingamp |
| Lundi 18 septembre 2023 20h45 | | Rapport | 9e Benhaim · | Stade de Roudourou, Guingamp | Stade de Roudourou, Guingamp |
| Lundi 18 septembre 2023 20h45 | Basilio – Gomis, Ndour, Riou, Sivis ( 89e Manceau) – Roux, Louiserre, Merghem ( 73e Luvambo), Picard ( 62e Sagna) – El Ouazzani ( 73e Courtet), Guillaume ( 89e Iglesias) | Équipes | Michel – Chanot, Vidal, Benhaim, Abergel ( 78e Youssouf) – Barreto, Mangani, Marchetti, Jacob ( 78e Chegra) – Nouri ( 60e Jabol-Folcarelli), Touzghar ( 61e Bammou) | Stade de Roudourou, Guingamp | Stade de Roudourou, Guingamp |

| 7e journée                     | Stade lavallois MFC | 2 – 1   | EA Guingamp |                                                    |                                                    |
| Samedi 23 septembre 2023 19h00 | ( Vargas) Diaw 62e · ( Vargas) Tchokounté 89e | (0 – 0) | 50e Guillaume (El Ouazzani ) | Stade Francis-Le-Basser, Laval Spectateurs : 8 800 | Stade Francis-Le-Basser, Laval Spectateurs : 8 800 |
| Samedi 23 septembre 2023 19h00 | Tchokounté 68e | Rapport | 44e Roux · 52e Guillaume · | Stade Francis-Le-Basser, Laval Spectateurs : 8 800 | Stade Francis-Le-Basser, Laval Spectateurs : 8 800 |
| Samedi 23 septembre 2023 19h00 | Samassa – Baudry, Diaw, Cherni ( 83e Ouaneh), Tavares, Gonçalves – Roye, Sanna ( 90+1e Thomas), Vargas, Kadile ( 63e Labeau-Lascary) – Tchokounté | Équipes | Basilio – Gomis ( 90+1e Iglesias), Ndour, Riou, Sivis – Roux, Louiserre, Merghem ( 77e Luvambo) – El Ouazzani ( 77e Courtet), Sagna ( 70e Picard), Guillaume | Stade Francis-Le-Basser, Laval Spectateurs : 8 800 | Stade Francis-Le-Basser, Laval Spectateurs : 8 800 |

| 8e journée                    | EA Guingamp | 0 – 0   | FC Girondins de Bordeaux |                                                  |                                                  |
| Mardi 26 septembre 2023 20h45 | | (0 – 0) | | Stade de Roudourou, Guingamp Spectateurs : 8 568 | Stade de Roudourou, Guingamp Spectateurs : 8 568 |
| Mardi 26 septembre 2023 20h45 | Courtet 61e | Rapport | 55e Livolant · | Stade de Roudourou, Guingamp Spectateurs : 8 568 | Stade de Roudourou, Guingamp Spectateurs : 8 568 |
| Mardi 26 septembre 2023 20h45 | Basilio – Gomis, Ndour, Lemonnier, Sivis – Louiserre, Merghem, Picard ( 71e Sagna), Luvambo ( 84e Sidibé) – El Ouazzani, Guillaume ( 46e Courtet) | Équipes | Strączek – Gregersen, Barbet, Ekomié, Michelin – Sissokho ( 59e Weissbeck), Díaz ( 86e Ignatenko), Cassubie – Livolant ( 59e Davitashvili), Elis ( 86e Pitu), Badji ( 68e Vipotnik) | Stade de Roudourou, Guingamp Spectateurs : 8 568 | Stade de Roudourou, Guingamp Spectateurs : 8 568 |

| 9e journée                     | Stade Malherbe Caen                                                                                                | 0 – 1   | EA Guingamp |                                                  |                                                  |
| Samedi 30 septembre 2023 19h00 | | (0 – 0) | 77e Sagna | Stade Michel-d'Ornano, Caen Spectateurs : 14 881 | Stade Michel-d'Ornano, Caen Spectateurs : 14 881 |
| Samedi 30 septembre 2023 19h00 | Thomas 90+4e | Rapport | 79e Gomis · 89e Sidibé · | Stade Michel-d'Ornano, Caen Spectateurs : 14 881 | Stade Michel-d'Ornano, Caen Spectateurs : 14 881 |
| Samedi 30 septembre 2023 19h00 | Mandrea – Abdi, Henry, Thomas, Traoré, Ntim – Daubin, Court ( 79e Le Bihan), Mbock ( 73e Kyeremeh), Autret – Mendy | Équipes | Basilio – Gomis, Ndour ( 46e Manceau), Lemonnier, Sivis – Louiserre, Sidibé, Merghem ( 90+2e Roux), Picard ( 73e Sagna) – El Ouazzani ( 85e Siwe), Courtet | Stade Michel-d'Ornano, Caen Spectateurs : 14 881 | Stade Michel-d'Ornano, Caen Spectateurs : 14 881 |

##### Octobre
| 10e journée                 | EA Guingamp | 2 – 2   | Grenoble Foot 38 |                                                  |                                                  |
| Samedi 7 octobre 2023 19h00 | Sagna 2e · Merghem 45+1e | (2 – 1) | 23e Benet (Sanyang ) · 72e (csc) Sivis                                                                                     | Stade de Roudourou, Guingamp Spectateurs : 8 310 | Stade de Roudourou, Guingamp Spectateurs : 8 310 |
| Samedi 7 octobre 2023 19h00 | | Rapport | 61e Sanyang · | Stade de Roudourou, Guingamp Spectateurs : 8 310 | Stade de Roudourou, Guingamp Spectateurs : 8 310 |
| Samedi 7 octobre 2023 19h00 | Basilio – Gomis, Lemonnier, Sivis – Roux, Sidibé, Merghem ( 77e Siwe), Ben Mohamed – El Ouazzani ( 77e Luvambo), Sagna ( 84e Picard), Courtet | Équipes | Maubleu – Diarra, Monfray, Paquiez – Rigo, Benet, Sylvestre ( 65e Postolachi), Tourraine – Sanyang ( 65e Thio), Ba, Joseph | Stade de Roudourou, Guingamp Spectateurs : 8 310 | Stade de Roudourou, Guingamp Spectateurs : 8 310 |

| 11e journée                  | EA Guingamp | 2 – 2   | US Quevilly Rouen Métropole |                                                  |                                                  |
| Samedi 21 octobre 2023 19h00 | El Ouazzani 15e · ( Guillaume) El Ouazzani 79e                                                                                               | (1 – 1) | 13e Soumano (Cadiou ) · 90+3e Delaurier-Chaubet | Stade de Roudourou, Guingamp Spectateurs : 7 594 | Stade de Roudourou, Guingamp Spectateurs : 7 594 |
| Samedi 21 octobre 2023 19h00 | El Ouazzani 46e | Rapport | 30e Yade · | Stade de Roudourou, Guingamp Spectateurs : 7 594 | Stade de Roudourou, Guingamp Spectateurs : 7 594 |
| Samedi 21 octobre 2023 19h00 | Basilio – Roux, Ndour ( 24e Ben Mohamed), Lemonnier, Riou, Sivis – Sidibé, El Ouazzani, Sagna – Courtet ( 70e Picard), Guillaume ( 83e Siwe) | Équipes | Leroy – Cissokho, Pendant, Fortes, Sissoko – Pierret ( 88e Legendre), Cadiou ( 89e Gbellé), Yade ( 78e Sangaré), Camara ( 69e Delaurier-Chaubet) – Soumano, Coulibaly ( 78e Loric) | Stade de Roudourou, Guingamp Spectateurs : 7 594 | Stade de Roudourou, Guingamp Spectateurs : 7 594 |

| 12e journée                  | SC Bastia | 0 – 0   | EA Guingamp |                                                   |                                                   |
| Samedi 28 octobre 2023 19h00 | | (0 – 0) | | Stade Armand-Cesari, Furiani Spectateurs : 11 250 | Stade Armand-Cesari, Furiani Spectateurs : 11 250 |
| Samedi 28 octobre 2023 19h00 | Yapi 37e | Rqpport | 45e, 90+3e Lemonnier · 78e Louiserre · 90+3e Sivis · | Stade Armand-Cesari, Furiani Spectateurs : 11 250 | Stade Armand-Cesari, Furiani Spectateurs : 11 250 |
| Samedi 28 octobre 2023 19h00 | Placide – Roncaglia, Yapi, Keita, Okou – Vincent ( 64e Maggiotti 69e Bianchini), Liénard, Ducrocq, Janneh – Santelli, Alfarela ( 64e Djoco) | Équipes | Basilio – Gomis, Lemonnier, Ben Mohamed, Sivis – Louiserre, Sidibé, Iglesias ( 58e Merghem) – El Ouazzani ( 90e Siwe), Sagna ( 79e Picard), Guillaume ( 79e Courtet) | Stade Armand-Cesari, Furiani Spectateurs : 11 250 | Stade Armand-Cesari, Furiani Spectateurs : 11 250 |

##### Novembre
| 13e journée                 | EA Guingamp | 2 – 1   | AJ Auxerre |                                                  |                                                  |
| Lundi 6 novembre 2023 20h45 | Pellenard 50e (csc) · El Ouazzani 79e | (0 – 0) | 71e Perrin (Ayé ) | Stade de Roudourou, Guingamp Spectateurs : 6 850 | Stade de Roudourou, Guingamp Spectateurs : 6 850 |
| Lundi 6 novembre 2023 20h45 | Gomis 45e · Guillaume 69e · Sagna 70e · Sivis 72e, 90+6e · Sidibé 76e · Courtet 90e                                                                         | Rapport | 16e Camara · 78e Agouzoul · 90e Pellenard · 90+5e Raveloson ·                                                                                                  | Stade de Roudourou, Guingamp Spectateurs : 6 850 | Stade de Roudourou, Guingamp Spectateurs : 6 850 |
| Lundi 6 novembre 2023 20h45 | Basilio – Gomis, Ben Mohamed, Riou, Sivis – Louiserre, Sidibé, Merghem ( 40e Sagna), Picard ( 81e Roux) – El Ouazzani ( 87e Siwe), Guillaume ( 86e Courtet) | Équipes | Léon – Pellenard, Agouzoul, Mensah, Joly ( 83e Dagba) – Hein ( 82e Maddy), Dioussé ( 67e Raveloson), Owusu – Perrin, Sinayoko ( 67e Ayé), Camara ( 67e Onaiwu) | Stade de Roudourou, Guingamp Spectateurs : 6 850 | Stade de Roudourou, Guingamp Spectateurs : 6 850 |

| 14e journée                   | Rodez AF | 0 – 0   | EA Guingamp |                                              |                                              |
| Samedi 11 novembre 2023 19h00 | | (0 – 0) | | Stade Paul-Lignon, Rodez Spectateurs : 2 888 | Stade Paul-Lignon, Rodez Spectateurs : 2 888 |
| Samedi 11 novembre 2023 19h00 | | Rapport | 23e Sidibé · | Stade Paul-Lignon, Rodez Spectateurs : 2 888 | Stade Paul-Lignon, Rodez Spectateurs : 2 888 |
| Samedi 11 novembre 2023 19h00 | Mpasi – Lipinski ( 72e Buades), Ngouyamsa, Raux Yao, Chougrani ( 72e Abdallah) – Younoussa, Rajot ( 81e Taïbi), Danger, Haag – Corredor ( 86e Depres), Hountondji ( 81e Arconte) | Équipes | Basilio – Gomis, Manceau, Lemonnier, Ben Mohamed – Louiserre, Sidibé, Picard ( 70e Courtet) – El Ouazzani ( 77e Siwe), Sagna ( 70e Barthelmé), Guillaume ( 89e Roux) | Stade Paul-Lignon, Rodez Spectateurs : 2 888 | Stade Paul-Lignon, Rodez Spectateurs : 2 888 |

| 15e journée                   | ES Troyes AC | 0 – 1   | EA Guingamp |                                             |                                             |
| Samedi 25 novembre 2023 19h00 | | (0 – 1) | 45e Guillaume (Sagna ) | Stade de l'Aube, Troyes Spectateurs : 4 817 | Stade de l'Aube, Troyes Spectateurs : 4 817 |
| Samedi 25 novembre 2023 19h00 | Chavalerin 80e | Rapport | 86e Louiserre · | Stade de l'Aube, Troyes Spectateurs : 4 817 | Stade de l'Aube, Troyes Spectateurs : 4 817 |
| Samedi 25 novembre 2023 19h00 | Alemdar – N'Diaye, Tahrat, Conté – M'Changama, Saïd, Ilić, Diop, Mazou-Sacko – Dong ( 75e Bruus), Lefebvre ( 64e Chavalerin) | Équipes | Basilio – Roux, Gomis, Lemonnier, Ben Mohamed, Sivis – Louiserre, Picard ( 68e Courtet) – El Ouazzani ( 89e Iglesias), Sagna, Guillaume ( 82e Siwe) | Stade de l'Aube, Troyes Spectateurs : 4 817 | Stade de l'Aube, Troyes Spectateurs : 4 817 |

##### Décembre
| 16e journée                  | EA Guingamp | 0 – 1   | Paris FC |                                                  |                                                  |
| Samedi 2 décembre 2023 19h00 | | (0 – 0) | 70e (pen.) Kebbal | Stade de Roudourou, Guingamp Spectateurs : 9 173 | Stade de Roudourou, Guingamp Spectateurs : 9 173 |
| Samedi 2 décembre 2023 19h00 | Gomis 33e · El Ouazzani 38e · Louiserre 69e | Rapport | 43e Gaudin · 84e Nkambadio · 85e Mandouki · | Stade de Roudourou, Guingamp Spectateurs : 9 173 | Stade de Roudourou, Guingamp Spectateurs : 9 173 |
| Samedi 2 décembre 2023 19h00 | Basilio – Gomis, Lemonnier, Sivis – Louiserre ( 79e Roux), Sidibé, Picard ( 71e Merghem), Ben Mohamed – El Ouazzani ( 79e Siwe), Sagna, Guillaume ( 79e Courtet) | Équipes | Nkambadio – Mbow, Dabila, Alakouch, Koré, Gaudin ( 76e Lukembila) – Kebbal ( 84e Demoncy), Mandouki, Camara – Gory ( 90+2e Diaby Fadiga), Hamel ( 76e Jabbari) | Stade de Roudourou, Guingamp Spectateurs : 9 173 | Stade de Roudourou, Guingamp Spectateurs : 9 173 |

| 17e journée                 | AS Saint-Étienne | 1 – 3   | EA Guingamp |                                        |                                        |
| Mardi 5 décembre 2023 20H45 | ( Batubinsika) Moueffek 20e | (1 – 1) | 41e Sidibé (Merghem) · 54e Guillaume (Gomis) · 86e Courtet | Stade Geoffroy-Guichard, Saint-Étienne | Stade Geoffroy-Guichard, Saint-Étienne |
| Mardi 5 décembre 2023 20H45 | Tardieu 56e · Cissé 87e | Rapport | | Stade Geoffroy-Guichard, Saint-Étienne | Stade Geoffroy-Guichard, Saint-Étienne |
| Mardi 5 décembre 2023 20H45 | Larsonneur – Appiah, Pétrot, Batubinsika, Briançon – Tardieu ( 61e Cissé), Cafaro ( 61e Sissoko), Rivera ( 80e Chambost), Fomba ( 80e Lobry), Moueffek ( 80e C. Fall) – Charbonnier | Équipes | Basilio – Gomis, Lemonnier, Ben Mohamed, Sivis – Louiserre, Sidibé, Merghem ( 79e Roux), Picard ( 68e Sagna) – El Ouazzani ( 85e Siwe), Guillaume ( 85e Courtet) | Stade Geoffroy-Guichard, Saint-Étienne | Stade Geoffroy-Guichard, Saint-Étienne |

| 18e journée                   | EA Guingamp | 0 – 1   | US Concarneau |                                                   |                                                   |
| Samedi 16 décembre 2023 19h00 | | (0 – 0) | 70e Mouazan (Ba ) | Stade de Roudourou, Guingamp Spectateurs : 12 476 | Stade de Roudourou, Guingamp Spectateurs : 12 476 |
| Samedi 16 décembre 2023 19h00 | Roux 40e · Sidibé 53e · Merghem 80e | Rapport | 90+2e Salles · 90+5e Urie ·                                                                                                  | Stade de Roudourou, Guingamp Spectateurs : 12 476 | Stade de Roudourou, Guingamp Spectateurs : 12 476 |
| Samedi 16 décembre 2023 19h00 | Basilio – Gomis, Lemonnier ( 46e Riou), Sivis – Roux ( 78e Sagna), Sidibé, Merghem, Picard ( 78e Siwe), Ben Mohamed – El Ouazzani, Guillaume ( 78e Courtet) | Équipes | Salles – Georgen, Jannez, Célestine, Faussurier – Barès, Mouazan – Phliponeau, Ndombasi ( 83e Gboho), Ba, Chadli ( 64e Urie) | Stade de Roudourou, Guingamp Spectateurs : 12 476 | Stade de Roudourou, Guingamp Spectateurs : 12 476 |

| 19e journée                  | Angers SCO | 1 – 0   | EA Guingamp |                                                 |                                                 |
| Mardi 19 décembre 2023 20h45 | ( Ferhat) Diony 24e | (1 – 0) | | Stade Raymond-Kopa, Angers Spectateurs : 10 205 | Stade Raymond-Kopa, Angers Spectateurs : 10 205 |
| Mardi 19 décembre 2023 20h45 | Diony 79e | Rapport | 51e Sidibé · 54e Louiserre · | Stade Raymond-Kopa, Angers Spectateurs : 10 205 | Stade Raymond-Kopa, Angers Spectateurs : 10 205 |
| Mardi 19 décembre 2023 20h45 | Fofana – Valery, Lefort ( 80e Hanin), Hountondji, Bamba – Lopy ( 80e Ould Khaled), Abdelli, Capelle, Ferhat ( 66e Raolisoa), El Melali ( 66e Bahoya) – Diony ( 89e Niane) | Équipes | Basilio – Gomis, Ben Mohamed, Riou, Sivis – Louiserre ( 75e Roux), Sidibé ( 61e Picard), Merghem – El Ouazzani, Sagna ( 75e Siwe), Guillaume ( 75e Courtet) | Stade Raymond-Kopa, Angers Spectateurs : 10 205 | Stade Raymond-Kopa, Angers Spectateurs : 10 205 |

##### Janvier
| 20e journée                  | US Quevilly Rouen Métropole | 0 – 1   | EA Guingamp |                                                             |                                                             |
| Samedi 13 janvier 2024 19h00 | | (0 – 0) | 89e Guillaume (Ben Mohamed ) | Stade Robert-Diochon, Le Petit-Quevilly Spectateurs : 3 003 | Stade Robert-Diochon, Le Petit-Quevilly Spectateurs : 3 003 |
| Samedi 13 janvier 2024 19h00 | Pierret 50e · Sissoko 74e | Rapport | 45+1e Merghem · | Stade Robert-Diochon, Le Petit-Quevilly Spectateurs : 3 003 | Stade Robert-Diochon, Le Petit-Quevilly Spectateurs : 3 003 |
| Samedi 13 janvier 2024 19h00 | Leroy – Cissokho, Pendant, Roche, Sissoko – Pierret, Cadiou, Gbellé ( 90+4e Do Marcolino) – Soumano ( 84e Yade), Coulibaly ( 77e Delaurier-Chaubet), Camara | Équipes | Basilio – Gomis, Manceau, Lemonnier, Ben Mohamed – Louiserre, Sidibé, Merghem ( 90+2e Roux), Picard ( 70e Guillaume) – El Ouazzani ( 77e Luvambo), Sagna | Stade Robert-Diochon, Le Petit-Quevilly Spectateurs : 3 003 | Stade Robert-Diochon, Le Petit-Quevilly Spectateurs : 3 003 |

| 21e journée                 | EA Guingamp | 3 – 3   | Rodez AF |                                                  |                                                  |
| Mardi 23 janvier 2024 20h45 | ( Sivis) Picard 1re · Sagna 26e · ( Picard) Guillaume ( 31e)                                                                                          | (3 – 3) | 3e Hountondji (Buades ) · 8e Hountondji (Danger ) · 45+2e (pen.) Danger | Stade de Roudourou, Guingamp Spectateurs : 7 545 | Stade de Roudourou, Guingamp Spectateurs : 7 545 |
| Mardi 23 janvier 2024 20h45 | Sagna 56e | Rapport | 68e Raux Yao · | Stade de Roudourou, Guingamp Spectateurs : 7 545 | Stade de Roudourou, Guingamp Spectateurs : 7 545 |
| Mardi 23 janvier 2024 20h45 | Basilio – Gomis, Lemonnier, Ben Mohamed, Sivis – Louiserre, Sidibé, Merghem, Picard ( 70e Luvambo) – Sagna ( 70e Lobry), Guillaume ( 70e El Ouazzani) | Équipes | Cibois – Ngouyamsa, Raux Yao, Buades ( 71e Mambo), Abdallah ( 82e Lipinski) – Rajot ( 82e Valerio), Danger, Haag – Corredor, Hountondji ( 66e Arconte), Depres ( 71e Taïbi) | Stade de Roudourou, Guingamp Spectateurs : 7 545 | Stade de Roudourou, Guingamp Spectateurs : 7 545 |

| 22e journée                  | AJ Auxerre | 1 – 1   | EA Guingamp |                                    |                                    |
| Samedi 27 janvier 2024 19h00 | ( Perrin) Ayé 10e | (1 – 1) | 35e Merghem (Sagna ) | Stade de l'Abbé-Deschamps, Auxerre | Stade de l'Abbé-Deschamps, Auxerre |
| Samedi 27 janvier 2024 19h00 | Hein 81e | Rapport | 81e Luvambo · 81e Louiserre · | Stade de l'Abbé-Deschamps, Auxerre | Stade de l'Abbé-Deschamps, Auxerre |
| Samedi 27 janvier 2024 19h00 | Léon – Jubal Jr, Pellenard ( 60e Agouzoul), Akpa ( 75e N'Gatta), Joly – Hein, Perrin ( 88e Danois), Dioussé, Raveloson – Ayé, Soumaré ( 60e Onaiwu) | Équipes | Basilio – Gomis, Lemonnier, Sivis, Maronnier – Louiserre, Sidibé, Merghem ( 75e Luvambo) – El Ouazzani ( 84e Lobry), Sagna ( 67e Picard), Guillaume | Stade de l'Abbé-Deschamps, Auxerre | Stade de l'Abbé-Deschamps, Auxerre |

##### Février
| 23e journée                 | EA Guingamp | 1 – 4   | FC Annecy |                                                  |                                                  |
| Samedi 3 février 2024 19h00 | ( Sagna) El Ouazzani 42e | (1 – 2) | 18e (pen.) Djoco · 31e Camara (Mahop ) · 74e Ntamack (Kandil ) · 87e Ntamack (Billemaz )                                                                        | Stade de Roudourou, Guingamp Spectateurs : 6 176 | Stade de Roudourou, Guingamp Spectateurs : 6 176 |
| Samedi 3 février 2024 19h00 | Gomis 16e · Sidibé 79e, 79e | Rapport | 27e Djoco · 39e Pajot · 54e Diaz · 82e Beyer · | Stade de Roudourou, Guingamp Spectateurs : 6 176 | Stade de Roudourou, Guingamp Spectateurs : 6 176 |
| Samedi 3 février 2024 19h00 | Basilio – Gomis, Manceau, Lemonnier, Sivis ( 85e Maronnier) – Louiserre, Sidibé, Merghem ( 72e Lobry) – El Ouazzani ( 72e Siwe), Sagna ( 72e Picard), Guillaume ( 80e Roux) | Équipes | Escales – Soukouna ( 49e Diaz), Mahop, Lajugie ( 46e Kandil), Jean, Delphis – Pajot, Demoncy ( 69e Kashi) – Djoco ( 66e Beyer), Billemaz, Camara ( 66e Ntamack) | Stade de Roudourou, Guingamp Spectateurs : 6 176 | Stade de Roudourou, Guingamp Spectateurs : 6 176 |

| 24e journée                  | AC Ajaccio | 3 – 0   | EA Guingamp |                                                  |                                                  |
| Samedi 10 février 2024 19h00 | Ibayi 27e (pen.) · ( Touzghar) B. Touré 65e · ( Sakhi) B. Touré 76e | (1 – 0) | | Stade François-Coty, Ajaccio Spectateurs : 3 623 | Stade François-Coty, Ajaccio Spectateurs : 3 623 |
| Samedi 10 février 2024 19h00 | Chanot 45+1e · Ibayi 58e · Puch 85e | Rapport | 74e Manceau · 90e Siwe · | Stade François-Coty, Ajaccio Spectateurs : 3 623 | Stade François-Coty, Ajaccio Spectateurs : 3 623 |
| Samedi 10 février 2024 19h00 | Michel – Chanot, Quemper, Youssouf ( 90+2e Campanini), Avinel – Mangani, Jacob ( 79e A. Touré), Jabol-Folcarelli ( 79e Puch 90+2e Vidal) – Touzghar, Ibayi ( 65e B. Touré), Sakhi | Équipes | Basilio – Manceau, Lemonnier, Riou, Sivis ( 59e Maronnier) – Louiserrre, Merghem ( 78e Luvambo), Lobry ( 78e Roux) – El Ouazzani, Sagna ( 59e Picard), Guillaume ( 72e Siwe) | Stade François-Coty, Ajaccio Spectateurs : 3 623 | Stade François-Coty, Ajaccio Spectateurs : 3 623 |

| 25e journée                  | EA Guingamp | 1 – 0   | Stade Malherbe Caen |                                                  |                                                  |
| Samedi 17 février 2024 19h00 | ( El Ouazzani) Gomis 4e | (1 – 0) | | Stade de Roudourou, Guingamp Spectateurs : 9 371 | Stade de Roudourou, Guingamp Spectateurs : 9 371 |
| Samedi 17 février 2024 19h00 | Sivis 63e · Lobry 89e | Rapport | 48e Abdi · 68e Daubin · 89e Lebreton · | Stade de Roudourou, Guingamp Spectateurs : 9 371 | Stade de Roudourou, Guingamp Spectateurs : 9 371 |
| Samedi 17 février 2024 19h00 | Basilio – Gomis, Lemonnier, Sivis, Maronnier – Louiserre, Merghem ( 75e Luvambo), Picard ( 88e Bonnet), Lobry – El Ouazzani ( 65e Guillaume), Sagna ( 88e Roux) | Équipes | Mandrea – Abdi, Henry ( 77e Ben Youssef), Meddah, Traoré – Daubin ( 69e Kyeremeh), Lebreton, Brahimi ( 77e Debohi) – Salama ( 77e Hafid), Mendy, Autret ( 69e Le Bihan) | Stade de Roudourou, Guingamp Spectateurs : 9 371 | Stade de Roudourou, Guingamp Spectateurs : 9 371 |

| 26e journée                  | FC Girondins de Bordeaux | 1 – 0   | EA Guingamp |                                                  |                                                  |
| Samedi 24 février 2024 19h00 | Vipotnik 40e | (1 – 0) | | Matmut Atlantique, Bordeaux Spectateurs : 20 109 | Matmut Atlantique, Bordeaux Spectateurs : 20 109 |
| Samedi 24 février 2024 19h00 | Michelin 62e | Rapport | 49e Louiserre · 71e Gomis · 80e Lemonnier · 82e Maronnier · 87e Sagna · | Matmut Atlantique, Bordeaux Spectateurs : 20 109 | Matmut Atlantique, Bordeaux Spectateurs : 20 109 |
| Samedi 24 février 2024 19h00 | Johnsson – Bokele, Barbet, Nsimba ( 63e Ekomié), Michelin – Ignatenko, Weissbeck ( 79e Sissokho), Díaz – Vipotnik ( 79e Vetro), Elis ( 10e Livolant), Davitashvili ( 87e Njie) | Équipes | Basilio – Gomis, Lemonnier, Sivis ( 87e Manceau), Maronnier – Louiserre ( 87e Roux), Merghem ( 79e Luvambo), Picard ( 55e Bonnet), Lobry – El Ouazzani ( 55e Guillaume), Sagna | Matmut Atlantique, Bordeaux Spectateurs : 20 109 | Matmut Atlantique, Bordeaux Spectateurs : 20 109 |

##### Mars
| 27e journée              | EA Guingamp | 0 – 0   | ES Troyes AC |                                                  |                                                  |
| Samedi 2 mars 2024 19h00 | | (0 – 0) | | Stade de Roudourou, Guingamp Spectateurs : 8 942 | Stade de Roudourou, Guingamp Spectateurs : 8 942 |
| Samedi 2 mars 2024 19h00 | El Ouazzani 48e · Sivis 58e | Rapport | 44e Saïd · 79e Tahrat · | Stade de Roudourou, Guingamp Spectateurs : 8 942 | Stade de Roudourou, Guingamp Spectateurs : 8 942 |
| Samedi 2 mars 2024 19h00 | Basilio – Gomis, Lemonnier, Sivis, Maronnier – Louiserre, Merghem ( 85e Siwe), Picard ( 71e Sagna), Lobry – El Ouazzani, Guillaume ( 76e Bonnet) | Équipes | Alemdar – N'Diaye, Tahrat, Boura, Zoukrou – M'Changama ( 66e Ripart), Saïd, Chavalerin, Kanté – Bangré ( 66e Diop), Elisor ( 83e Conté) | Stade de Roudourou, Guingamp Spectateurs : 8 942 | Stade de Roudourou, Guingamp Spectateurs : 8 942 |

| 28e journée              | US Concarneau | 2 – 3   | EA Guingamp |                                                 |                                                 |
| Samedi 9 mars 2024 19h00 | ( Rodrigues) Matondo 66e · Ba 87e | (0 – 1) | 1re El Ouazzani (Maronnier ) · 58e El Ouazzani · 90+1e Guillaume (Sivis )                                                                   | Stade Francis-Le Blé, Brest Spectateurs : 3 860 | Stade Francis-Le Blé, Brest Spectateurs : 3 860 |
| Samedi 9 mars 2024 19h00 | | Rapport | 42e Sidibé · 45e Roux · 55e Siwe · | Stade Francis-Le Blé, Brest Spectateurs : 3 860 | Stade Francis-Le Blé, Brest Spectateurs : 3 860 |
| Samedi 9 mars 2024 19h00 | Salles – Georgen, Jannez, Paro, Faussurier ( 85e Sans) – Barès ( 85e Lebeau), Mouazan ( 65e Rodrigues) – Phliponeau ( 85e Sinquin), Urie ( 63e Matondo), Ba | Équipes | Basilio – Lemonnier, Sivis, Maronnier – Roux, Sidibé, Merghem ( 80e Phiri), Picard ( 72e Sagna), Lobry – El Ouazzani, Siwe ( 63e Guillaume) | Stade Francis-Le Blé, Brest Spectateurs : 3 860 | Stade Francis-Le Blé, Brest Spectateurs : 3 860 |

| 29e journée               | EA Guingamp | 3 – 0   | Valenciennes FC |                                                  |                                                  |
| Samedi 16 mars 2024 19h00 | ( Louiserre) Lemonnier 7e · ( Picard) Merghem 22e · ( Sagna) El Ouazzani 64e                                                                                                 | (2 – 0) | | Stade de Roudourou, Guingamp Spectateurs : 8 955 | Stade de Roudourou, Guingamp Spectateurs : 8 955 |
| Samedi 16 mars 2024 19h00 | Merghem 43e | Rapport | 78e Šabanović · | Stade de Roudourou, Guingamp Spectateurs : 8 955 | Stade de Roudourou, Guingamp Spectateurs : 8 955 |
| Samedi 16 mars 2024 19h00 | Basilio – Gomis, Lemonnier, Sivis ( 82e Manceau), Maronnier – Louiserre, Merghem ( 82e Phiri), Picard ( 63e Sagna), Lobry – El Ouazzani ( 74e Siwe), Guillaume ( 74e Bonnet) | Équipes | Louchet – Basse, Woudenberg, Blancquart ( 46e Šabanović), Kayi Sanda – Masson, Bansé, Hamache ( 46e Doucouré) – Jung ( 69e Foe Ondoa), Knockaert ( 57e Oyewusi), Flamarion ( 57e Lilepo) | Stade de Roudourou, Guingamp Spectateurs : 8 955 | Stade de Roudourou, Guingamp Spectateurs : 8 955 |

| 30e journée               | Grenoble Foot 38 | 0 – 0   | EA Guingamp |                                               |                                               |
| Samedi 30 mars 2024 19h00 | | (0 – 0) | | Stade des Alpes, Grenoble Spectateurs : 4 881 | Stade des Alpes, Grenoble Spectateurs : 4 881 |
| Samedi 30 mars 2024 19h00 | Sanyang 64e · Sylvestre 78e · Rigo 90+2e | Rapport | 88e Sivis · | Stade des Alpes, Grenoble Spectateurs : 4 881 | Stade des Alpes, Grenoble Spectateurs : 4 881 |
| Samedi 30 mars 2024 19h00 | Maubleu – Diarra, Monfray ( 46e Nestor), Paquiez, Mendy – Rigo, Benet ( 77e Mbemba), Valls – Sanyang ( 69e Sylvestre), Ba ( 69e Thio), Joseph | Équipes | Basilio – Gomis, Lemonnier, Sivis, Maronnier – Louiserre, Merghem ( 76e Phiri), Picard ( 69e Sagna), Lobry – El Ouazzani ( 86e Siwe), Guillaume ( 86e Bonnet) | Stade des Alpes, Grenoble Spectateurs : 4 881 | Stade des Alpes, Grenoble Spectateurs : 4 881 |

##### Avril
| 31e journée               | EA Guingamp | 0 – 0   | Amiens SC |                              |                              |
| Samedi 6 avril 2024 19h00 | | (0 – 0) | | Stade de Roudourou, Guingamp | Stade de Roudourou, Guingamp |
| Samedi 6 avril 2024 19h00 | Sidibé 84e | Rapport | 77e Kaïboué · | Stade de Roudourou, Guingamp | Stade de Roudourou, Guingamp |
| Samedi 6 avril 2024 19h00 | Basilio – Gomis, Lemonnier, Sivis, Maronnier – Louiserre, Merghem ( 86e Phiri), Picard ( 65e Sagna), Lobry ( 75e Sidibé) – El Ouazzani ( 65e Siwe), Guillaume | Équipes | Gurtner – Fofana, Ring, Opoku, Corchia ( 16e Assogba) – Kakuta, Kaïboué ( 90+2e Chouiar), Gene, Boya – Leautey ( 76e Carroll), Mafouta | Stade de Roudourou, Guingamp | Stade de Roudourou, Guingamp |

| 32e journée                | USL Dunkerque | 0 – 1   | EA Guingamp |                                                    |                                                    |
| Samedi 13 avril 2024 19h00 | | (0 – 0) | 58e Siwe (Sagna ) | Stade Marcel-Tribut, Dunkerque Spectateurs : 3 985 | Stade Marcel-Tribut, Dunkerque Spectateurs : 3 985 |
| Samedi 13 avril 2024 19h00 | Fernandez 65e, 75e · Sanganté 90+3e | Rapport | 22e Louiserre · 72e Vallier · | Stade Marcel-Tribut, Dunkerque Spectateurs : 3 985 | Stade Marcel-Tribut, Dunkerque Spectateurs : 3 985 |
| Samedi 13 avril 2024 19h00 | Koné – Fernandez, Youssouf, Lagae – Anziani ( 70e Baghdadi), Bardeli, Gbamin ( 87e Keïta), Sanganté, Yassine ( 78e Laâziri) – Bah, Ghrieb ( 70e Maurer) | Équipes | Basilio – Vallier, Gomis, Lemonnier, Maronnier – Louiserre, Merghem ( 77e Sidibé), Lobry – El Ouazzani ( 88e Bonnet), Sagna ( 77e Picard), Guillaume ( 19e Siwe) | Stade Marcel-Tribut, Dunkerque Spectateurs : 3 985 | Stade Marcel-Tribut, Dunkerque Spectateurs : 3 985 |

| 33e journée                | EA Guingamp | 0 – 1   | SC Bastia |                                                  |                                                  |
| Samedi 20 avril 2024 19h00 | | (0 – 1) | 26e Dramé | Stade de Roudourou, Guingamp Spectateurs : 8 954 | Stade de Roudourou, Guingamp Spectateurs : 8 954 |
| Samedi 20 avril 2024 19h00 | Maronnier 37e | Rappotr | 44e Ducrocq · | Stade de Roudourou, Guingamp Spectateurs : 8 954 | Stade de Roudourou, Guingamp Spectateurs : 8 954 |
| Samedi 20 avril 2024 19h00 | Basilio – Gomis ( 74e Roux), Lemonnier, Sivis, Maronnier ( 64e Vallier) – Louiserre ( 80e Sidibé), Merghem, Picard ( 64e Sagna), Lobry – El Ouazzani, Siwe ( 74e Guillaume) | Équipes | Placide – Dramé, Bohnert, Meynadier, Keita, Okou – Vincent ( 75e Siby), Ducrocq ( 82e Tomi), Janneh – Alfarela ( 71e Santelli), Bianchini ( 82e Charbonnier) | Stade de Roudourou, Guingamp Spectateurs : 8 954 | Stade de Roudourou, Guingamp Spectateurs : 8 954 |

| 34e journée               | EA Guingamp | 1 – 2   | Angers SCO |                                                  |                                                  |
| Mardi 23 avril 2024 20h45 | Guillaume 45+1e | (1 – 1) | 37e Raolisoa · 83e Diony (El Melali ) | Stade de Roudourou, Guingamp Spectateurs : 9 259 | Stade de Roudourou, Guingamp Spectateurs : 9 259 |
| Mardi 23 avril 2024 20h45 | Siwe 90e · Louiserre 90+4e | Rapport | 45+2e Bamba · | Stade de Roudourou, Guingamp Spectateurs : 9 259 | Stade de Roudourou, Guingamp Spectateurs : 9 259 |
| Mardi 23 avril 2024 20h45 | Basilio – Roux, Vallier, Lemonnier, Sivis – Louiserre, Sidibé ( 84e Phiri), Merghem ( 84e Bonnet), Lobry ( 70e El Ouazzani) – Sagna ( 70e Picard), Guillaume ( 78e Siwe) | Équipes | Fofana – Valery, Lefort, Hountondji, Hanin, Raolisoa – Abdelli, Ould-Khaled ( 65e Capelle), Kalumba ( 65e El Melali) – Diony ( 87e Niane), Lepaul ( 71e Hunon) | Stade de Roudourou, Guingamp Spectateurs : 9 259 | Stade de Roudourou, Guingamp Spectateurs : 9 259 |

| 35e journée                | Pau FC | 1 – 2   | EA Guingamp |                                      |                                      |
| Samedi 27 avril 2024 19h00 | ( Ruiz) Bassouamina 90+2e | (0 – 1) | 15e Picard (Guillaume ) · 90+3e (csc) Gaspar | Nouste Camp, Pau Spectateurs : 3 482 | Nouste Camp, Pau Spectateurs : 3 482 |
| Samedi 27 avril 2024 19h00 | Kouassi 56e · Ahoussou 87e · Boutaïb 90+4e | Rapport | 56e Sivis · 90+4e Siwe · | Nouste Camp, Pau Spectateurs : 3 482 | Nouste Camp, Pau Spectateurs : 3 482 |
| Samedi 27 avril 2024 19h00 | Kamara – Kouassi ( 63e Boutaïb), Gaspar, Ahoussou, Ruiz – Saivet, Beusnard ( 76e D'Almeida), Mohamed ( 63e Begraoui) – Sylla, Boli ( 46e Obiang), Chahiri ( 63e Bassouaina) | Équipes | Basilio – Roux, Lemonnier, Sivis, Maronnier – Sidibé, Merghem ( 82e Louiserre), Picard, Lobry ( 90+1e Phiri) – El Ouazzani ( 74e Siwe), Guillaume ( 74e Sagna) | Nouste Camp, Pau Spectateurs : 3 482 | Nouste Camp, Pau Spectateurs : 3 482 |

##### Mai
| 36e journée             | EA Guingamp | 2 – 2   | AS Saint-Étienne |                                                   |                                                   |
| Samedi 4 mai 2024 19h00 | El Ouazzani 67e (pen.) · Siwe 84e | (0 – 2) | 22e Moueffek (Chambost ) · 45+2e (pen.) Cafaro | Stade de Roudourou, Guingamp Spectateurs : 11 224 | Stade de Roudourou, Guingamp Spectateurs : 11 224 |
| Samedi 4 mai 2024 19h00 | Sivis 90+5e, 90+5e | Rapport | 83e Cardona · 90+2e Chambost · 90+4e Larsonneur · | Stade de Roudourou, Guingamp Spectateurs : 11 224 | Stade de Roudourou, Guingamp Spectateurs : 11 224 |
| Samedi 4 mai 2024 19h00 | Basilio – Vallier, Lemonnier, Sivis – Roux, Sidibé ( 55e Phiri), Merghem, Picard ( 83e Sagna), Lobry ( 55e Louiserre) – El Ouazzani, Guillaume ( 75e Siwe) | Équipes | Larsonneur – Nadé, Pétrot, Briançon, Maçon ( 77e Appiah) – Tardieu ( 90e Fomba), Chambost, Cafaro ( 65e Bentayg), Moueffek – Mbuku ( 90e Rivera), Cardona | Stade de Roudourou, Guingamp Spectateurs : 11 224 | Stade de Roudourou, Guingamp Spectateurs : 11 224 |

| 37e journée                | Paris FC | 2 – 1   | EA Guingamp |                                            |                                            |
| Vendredi 10 mai 2024 20h45 | ( Marchetti) Dicko 27e · ( Dabila) Dicko 78e | (1 – 0) | 90+4e Merghem | Stade Charléty, Paris Spectateurs : 10 009 | Stade Charléty, Paris Spectateurs : 10 009 |
| Vendredi 10 mai 2024 20h45 | Mbow 69e | Rapport | 72e Merghem · | Stade Charléty, Paris Spectateurs : 10 009 | Stade Charléty, Paris Spectateurs : 10 009 |
| Vendredi 10 mai 2024 20h45 | Nkambadio – Mbow, Dabila, Kolodziejczak, Gaudin ( 81e Ollila) – Marchetti ( 81e Lasne), Mandouki, Camara, Doucet ( 59e Kebbal) – Dicko ( 14e Gory), Jabbari ( 88e Lopez) | Équipes | Basilio – Vallier ( 85e Manceau), Lemonnier, Maronnier – Roux, Louiserre ( 75e Phiri), Sidibé ( 63e Lobry), Merghem, Picard ( 85e Bonnet) – El Ouazzani, Sagna ( 75e Guillaume) | Stade Charléty, Paris Spectateurs : 10 009 | Stade Charléty, Paris Spectateurs : 10 009 |

| 38e journée                | EA Guingamp | 0 – 1   | Stade lavallois MFC |                                                   |                                                   |
| Vendredi 17 mai 2024 20h45 | | (0 – 1) | 45+3e Cherni (Labeau-Lascary ) | Stade de Roudourou, Guingamp Spectateurs : 10 607 | Stade de Roudourou, Guingamp Spectateurs : 10 607 |
| Vendredi 17 mai 2024 20h45 | | Rapport | 33e Diaw · 89e Samassa · | Stade de Roudourou, Guingamp Spectateurs : 10 607 | Stade de Roudourou, Guingamp Spectateurs : 10 607 |
| Vendredi 17 mai 2024 20h45 | Basilio – Lemonnier ( 31e Phiri), Sivis, Maronnier ( 31e Manceau) – Louiserre, Sidibé, Merghem ( 83e Iglesias), Picard ( 71e Sagna), Lobry – El Ouazzani, Guillaume ( 71e Siwe) | Équipes | Samassa – Baudry, Vargas, Diaw, Cherni, Tavares – Sanna ( 77e Roye), Thomas ( 83e Adéoti), Labeau-Lascary ( 71e Kadile), Pagis ( 77e Bobichon) – Tchokounté ( 83e Gonçalves) | Stade de Roudourou, Guingamp Spectateurs : 10 607 | Stade de Roudourou, Guingamp Spectateurs : 10 607 |

#### Classement
| Rang | Équipe           | Pts | J  | G  | N  | P  | Bp | Bc | Diff |
| ---- | ---------------- | --- | -- | -- | -- | -- | -- | -- | ---- |
| 7    | Stade lavallois  | 55  | 38 | 15 | 10 | 13 | 40 | 45 | −5   |
| 8    | Amiens SC        | 53  | 38 | 12 | 17 | 9  | 36 | 36 | 0    |
| 9    | EA Guingamp      | 51  | 38 | 13 | 12 | 13 | 44 | 40 | +4   |
| 10   | Pau FC           | 51  | 38 | 13 | 12 | 13 | 60 | 57 | +3   |
| 11   | Grenoble Foot 38 | 51  | 38 | 13 | 12 | 13 | 43 | 44 | −1   |

Évolution du classement en fonction des résultats
| Journée     | 1  | 2  | 3  | 4  | 5  | 6  | 7  | 8  | 9  | 10 | 11 | 12 | 13 | 14 | 15  | 16 | 17 | 18 | 19  | 20  | 21  | 22  | 23  | 24  | 25  | 26  | 27  | 28  | 29 | 30  | 31  | 32  | 33  | 34  | 35  | 36  | 37  | 38  | Jour. prom. | Jour. bar. | Jour. rel. |
| ----------- | -- | -- | -- | -- | -- | -- | -- | -- | -- | -- | -- | -- | -- | -- | --- | -- | -- | -- | --- | --- | --- | --- | --- | --- | --- | --- | --- | --- | -- | --- | --- | --- | --- | --- | --- | --- | --- | --- | ----------- | ---------- | ---------- |
| Rang        | 1  | 10 | 9  | 4  | 8  | 4  | 9  | 8  | 5  | 7  | 8  | 8  | 6  | 7  | 5   | 6  | 6  | 6  | 8   | 6   | 7   | 8   | 9   | 11  | 10  | 11  | 11  | 8   | 6  | 7   | 8   | 8   | 9   | 9   | 9   | 8   | 8   | 9   | 1           | 4          |            |
| Résultat    | V  | D  | N  | V  | D  | V  | D  | N  | V  | N  | N  | N  | V  | N  | V   | D  | V  | D  | D   | V   | N   | N   | D   | D   | V   | D   | N   | V   | V  | N   | N   | V   | D   | D   | V   | N   | D   | D   | —           | —          | —          |
| Écart (pts) | +0 | -3 | -5 | -2 | -5 | -2 | -3 | -5 | -5 | -6 | -7 | -7 | -6 | -6 | -6  | -7 | -6 | -8 | -11 | -10 | -11 | -11 | -12 | -14 | -11 | -11 | -13 | -11 | -8 | -10 | -10 | -8  | -11 | -14 | -13 | -13 | -16 | -17 | —           | —          | —          |
| Écart (pts) | +3 | +3 | +3 | +3 | +3 | +4 | +4 | +5 | +7 | +8 | +7 | +7 | +8 | +8 | +11 | +8 | +9 | +8 | +8  | +11 | +12 | +12 | +9  | +8  | +8  | +5  | +5  | +6  | +9 | +10 | +9  | +12 | +12 | +11 | +13 | +14 | +11 | +10 | —           | —          | —          |

### Coupe de France
L'En Avant Guingamp, en tant que club de Ligue 2, est tête de série du groupe A pour les 7e et 8e tours de la compétition, avec l'US Concarneau.
| Titulaires :  |                    |     |
|               |                    |     |
| 1             | Nathan Yavorsky    |     |
| 2             | Édouard Daillet    |     |
| 3             | Jianinn Bérénice   | 71e |
| 4             | Thibaut Cillard    | 76e |
| 5             | Bilal Cissé        |     |
| 6             | Eddy Debreux       |     |
| 7             | Marvin Duclovel    |     |
| 8             | Guillaume Heinry   |     |
| 9             | Raphaël Gerbeaud   | 85e |
| 10            | Sofiane Barroug    | 76e |
| 11            | Aboubacar Diakhaby | 71e |
|               |                    |     |
| Remplaçants : |                    |     |
| 18            | Yannis Ouhammou    | 71e |
| 14            | Alexis Taipa       | 71e |
| 12            | Grégoire Amiot     | 76e |
| 15            | Franck Héry        | 76e |
| 17            | Landry Oyono       | 85e |
|               |                    |     |
| Entraîneur :  |                    |     |
| Gwen Corbin   |                    |     |

| Titulaires :    |                    |     |
|                 |                    |     |
| 1               | Enzo Basilio       |     |
| 2               | Vincent Manceau    |     |
| 3               | Ayman Ben Mohamed  | 64e |
| 4               | Pierre Lemonnier   |     |
| 5               | Matthis Riou       | 85e |
| 6               | Baptiste Roux      | 85e |
| 7               | Hugo Picard        |     |
| 8               | Kalidou Sidibé     |     |
| 9               | Gaëtan Courtet     |     |
| 10              | Maxime Barthelmé   | 64e |
| 11              | Jacques Siwe       | 70e |
|                 |                    |     |
| Remplaçants :   |                    |     |
| 17              | Amadou Sagna       | 64e |
| 12              | Lucas Maronnier    | 64e |
| 18              | Baptiste Guillaume | 70e |
| 14              | Dylan Louiserre    | 85e |
| 13              | Donatien Gomis     | 85e |
|                 |                    |     |
| Entraîneur :    |                    |     |
| Stéphane Dumont |                    |     |

| Titulaires :  |                    |     |
|               |                    |     |
| 1             | Nathan Yavorsky    |     |
| 2             | Édouard Daillet    |     |
| 3             | Jianinn Bérénice   | 71e |
| 4             | Thibaut Cillard    | 76e |
| 5             | Bilal Cissé        |     |
| 6             | Eddy Debreux       |     |
| 7             | Marvin Duclovel    |     |
| 8             | Guillaume Heinry   |     |
| 9             | Raphaël Gerbeaud   | 85e |
| 10            | Sofiane Barroug    | 76e |
| 11            | Aboubacar Diakhaby | 71e |
|               |                    |     |
| Remplaçants : |                    |     |
| 18            | Yannis Ouhammou    | 71e |
| 14            | Alexis Taipa       | 71e |
| 12            | Grégoire Amiot     | 76e |
| 15            | Franck Héry        | 76e |
| 17            | Landry Oyono       | 85e |
|               |                    |     |
| Entraîneur :  |                    |     |
| Gwen Corbin   |                    |     |

| Titulaires :    |                    |     |
|                 |                    |     |
| 1               | Enzo Basilio       |     |
| 2               | Vincent Manceau    |     |
| 3               | Ayman Ben Mohamed  | 64e |
| 4               | Pierre Lemonnier   |     |
| 5               | Matthis Riou       | 85e |
| 6               | Baptiste Roux      | 85e |
| 7               | Hugo Picard        |     |
| 8               | Kalidou Sidibé     |     |
| 9               | Gaëtan Courtet     |     |
| 10              | Maxime Barthelmé   | 64e |
| 11              | Jacques Siwe       | 70e |
|                 |                    |     |
| Remplaçants :   |                    |     |
| 17              | Amadou Sagna       | 64e |
| 12              | Lucas Maronnier    | 64e |
| 18              | Baptiste Guillaume | 70e |
| 14              | Dylan Louiserre    | 85e |
| 13              | Donatien Gomis     | 85e |
|                 |                    |     |
| Entraîneur :    |                    |     |
| Stéphane Dumont |                    |     |

| Titulaires :  |                     |     |
|               |                     |     |
| 1             | Pascal Michelizzi   |     |
| 2             | Morgan Hardoin      |     |
| 3             | Benjamin Beaufils   |     |
| 4             | Exauce Loso Mputela |     |
| 5             | Léon Valentin       |     |
| 6             | Alexandre Tessier   | 78e |
| 7             | Benjamin Renaux     |     |
| 8             | William Coulibaly   |     |
| 9             | Michael Faty        |     |
| 10            | Sabri Toufiqui      | 69e |
| 11            | Romain Gosnet       | 78e |
|               |                     |     |
| Remplaçants : |                     |     |
| 13            | Jean-Marc Hatchi    | 69e |
| 15            | Arthur Marut        | 78e |
| 14            | Sami Laabiss        | 78e |
|               |                     |     |

| Titulaires :  |                    |     |
|               |                    |     |
| 1             | Babacar Niasse     |     |
| 2             | Maxime Sivis       |     |
| 3             | Vincent Manceau    |     |
| 4             | Dylan Louiserre    |     |
| 5             | Matthis Riou       |     |
| 6             | Pierre Lemonnier   |     |
| 7             | Amadou Sagna       | 56e |
| 8             | Kalidou Sidibé     | 87e |
| 9             | Gaëtan Courtet     |     |
| 10            | Hugo Picard        | 87e |
| 11            | Jacques Siwe       | 69e |
|               |                    |     |
| Remplaçants : |                    |     |
| 17            | Mehdi Merghem      | 56e |
| 18            | Baptiste Guillaume | 69e |
| 13            | Baptiste Roux      | 87e |
| 15            | Maxime Barthelmé   | 87e |
|               |                    |     |

| Titulaires :  |                     |     |
|               |                     |     |
| 1             | Pascal Michelizzi   |     |
| 2             | Morgan Hardoin      |     |
| 3             | Benjamin Beaufils   |     |
| 4             | Exauce Loso Mputela |     |
| 5             | Léon Valentin       |     |
| 6             | Alexandre Tessier   | 78e |
| 7             | Benjamin Renaux     |     |
| 8             | William Coulibaly   |     |
| 9             | Michael Faty        |     |
| 10            | Sabri Toufiqui      | 69e |
| 11            | Romain Gosnet       | 78e |
|               |                     |     |
| Remplaçants : |                     |     |
| 13            | Jean-Marc Hatchi    | 69e |
| 15            | Arthur Marut        | 78e |
| 14            | Sami Laabiss        | 78e |
|               |                     |     |

| Titulaires :  |                    |     |
|               |                    |     |
| 1             | Babacar Niasse     |     |
| 2             | Maxime Sivis       |     |
| 3             | Vincent Manceau    |     |
| 4             | Dylan Louiserre    |     |
| 5             | Matthis Riou       |     |
| 6             | Pierre Lemonnier   |     |
| 7             | Amadou Sagna       | 56e |
| 8             | Kalidou Sidibé     | 87e |
| 9             | Gaëtan Courtet     |     |
| 10            | Hugo Picard        | 87e |
| 11            | Jacques Siwe       | 69e |
|               |                    |     |
| Remplaçants : |                    |     |
| 17            | Mehdi Merghem      | 56e |
| 18            | Baptiste Guillaume | 69e |
| 13            | Baptiste Roux      | 87e |
| 15            | Maxime Barthelmé   | 87e |
|               |                    |     |

| Titulaires :  |                    |     |
|               |                    |     |
| 1             | Enzo Basilio       |     |
| 2             | Maxime Sivis       |     |
| 3             | Ayman Ben Mohamed  | 87e |
| 4             | Dylan Louiserre    |     |
| 5             | Matthis Riou       |     |
| 6             | Baptiste Roux      | 87e |
| 7             | Donatien Gomis     |     |
| 8             | Amadou Sagna       | 77e |
| 9             | Amine El Ouazzani  | 87e |
| 10            | Mehdi Merghem      |     |
| 11            | Baptiste Guillaume | 67e |
|               |                    |     |
| Remplaçants : |                    |     |
| 19            | Hugo Picard        | 67e |
| 18            | Taylor Luvambo     | 77e |
| 20            | Jacques Siwe       | 87e |
| 17            | Maxime Barthelmé   | 87e |
| 12            | Vincent Manceau    | 87e |
|               |                    |     |

| Titulaires :  |                     |     |
|               |                     |     |
| 1             | Gauthier Gallon     |     |
| 2             | Guéla Doué          |     |
| 3             | Adrien Truffert     |     |
| 4             | Warmed Omari        |     |
| 5             | Arthur Theate       |     |
| 6             | Enzo Le Fée         |     |
| 7             | Martin Terrier      | 76e |
| 8             | Baptiste Santamaria |     |
| 9             | Arnaud Kalimuendo   | 70e |
| 10            | Désiré Doué         |     |
| 11            | Ludovic Blas        |     |
|               |                     |     |
| Remplaçants : |                     |     |
| 14            | Benjamin Bourigeaud | 70e |
| 12            | Fabian Rieder       | 76e |
| 19            | Bertuğ Yildirim     | 76e |
|               |                     |     |

| Titulaires :  |                    |     |
|               |                    |     |
| 1             | Enzo Basilio       |     |
| 2             | Maxime Sivis       |     |
| 3             | Ayman Ben Mohamed  | 87e |
| 4             | Dylan Louiserre    |     |
| 5             | Matthis Riou       |     |
| 6             | Baptiste Roux      | 87e |
| 7             | Donatien Gomis     |     |
| 8             | Amadou Sagna       | 77e |
| 9             | Amine El Ouazzani  | 87e |
| 10            | Mehdi Merghem      |     |
| 11            | Baptiste Guillaume | 67e |
|               |                    |     |
| Remplaçants : |                    |     |
| 19            | Hugo Picard        | 67e |
| 18            | Taylor Luvambo     | 77e |
| 20            | Jacques Siwe       | 87e |
| 17            | Maxime Barthelmé   | 87e |
| 12            | Vincent Manceau    | 87e |
|               |                    |     |

| Titulaires :  |                     |     |
|               |                     |     |
| 1             | Gauthier Gallon     |     |
| 2             | Guéla Doué          |     |
| 3             | Adrien Truffert     |     |
| 4             | Warmed Omari        |     |
| 5             | Arthur Theate       |     |
| 6             | Enzo Le Fée         |     |
| 7             | Martin Terrier      | 76e |
| 8             | Baptiste Santamaria |     |
| 9             | Arnaud Kalimuendo   | 70e |
| 10            | Désiré Doué         |     |
| 11            | Ludovic Blas        |     |
|               |                     |     |
| Remplaçants : |                     |     |
| 14            | Benjamin Bourigeaud | 70e |
| 12            | Fabian Rieder       | 76e |
| 19            | Bertuğ Yildirim     | 76e |
|               |                     |     |

### Statistiques

#### Bilan de l'équipe
| Compétition     | Débute  | Termine        | Matches joués | Gagnés | Nuls | Perdus | Buts pour | Buts contre | Différence |
| --------------- | ------- | -------------- | ------------- | ------ | ---- | ------ | --------- | ----------- | ---------- |
| Ligue 2         | –       | Neuvième       | 38            | 13     | 12   | 13     | 44        | 40          | +4         |
| Coupe de France | 7e tour | 1/32 de finale | 3             | 1      | 1    | 1      | 3         | 4           | -1         |
| Total           | Total   | Total          | 41            | 14     | 13   | 14     | 47        | 44          | +3         |

#### Résumé des matchs officiels de la saison
| Compétition | J./Tour | Date              | Domicile            | Rés.         | Extérieur           | Cl. | Buteur(s) pour l'EA Guingamp                                |
| ----------- | ------- | ----------------- | ------------------- | ------------ | ------------------- | --- | ----------------------------------------------------------- |
| Ligue 2     | 1       | 5 août 2023       | FC Annecy           | 1-4          | EA Guingamp         | 1er | Picard (53e), El Ouazzani (72e), Sagna (74e), Merghem (90e) |
| Ligue 2     | 2       | 12 août 2023      | EA Guingamp         | 0-1          | USL Dunkerque       | 10e | -                                                           |
| Ligue 2     | 3       | 19 août 2023      | Valenciennes FC     | 0-0          | EA Guingamp         | 9e  | -                                                           |
| Ligue 2     | 4       | 26 août 2023      | EA Guingamp         | 4-0          | Pau FC              | 4e  | Sidibé (17e), Gomis (38e), Sagna (51e), Sivis (89e)         |
| Ligue 2     | 5       | 2 septembre 2023  | Amiens SC           | 4-1          | EA Guingamp         | 8e  | El Ouazzani (39e)                                           |
| Ligue 2     | 6       | 18 septembre 2023 | EA Guingamp         | 3-0          | AC Ajaccio          | 4e  | El Ouazzani (3e, 31e), Guillaume (77e)                      |
| Ligue 2     | 7       | 23 septembre 2023 | Stade lavallois MFC | 2-1          | EA Guingamp         | 9e  | Guillaume (50e)                                             |
| Ligue 2     | 8       | 26 septembre 2023 | EA Guingamp         | 0-0          | FCG Bordeaux        | 8e  | -                                                           |
| Ligue 2     | 9       | 30 septembre 2023 | SM Caen             | 0-1          | EA Guingamp         | 5e  | Sagna (77e)                                                 |
| Ligue 2     | 10      | 7 octobre 2023    | EA Guingamp         | 2-2          | Grenoble F38        | 7e  | Sagna (2e), Merghem (45e+1)                                 |
| Ligue 2     | 11      | 21 octobre 2023   | EA Guingamp         | 2-2          | US Quevilly Rouen   | 8e  | El Ouazzani (15e, 79e)                                      |
| Ligue 2     | 12      | 28 octobre 2023   | SC Bastia           | 0-0          | EA Guingamp         | 8e  | -                                                           |
| Ligue 2     | 13      | 6 novembre 2023   | EA Guingamp         | 2-1          | AJ Auxerrre         | 6e  | Pellenard (50e csc), El Ouazzani (79e)                      |
| Ligue 2     | 14      | 11 novembre 2023  | Rodez AF            | 0-0          | EA Guingamp         | 7e  | -                                                           |
| CDF         | T7      | 18 novembre 2023  | US Saint-Malo       | 2-2 (2-4tab) | EA Guingamp         | -   | Courtet (57e), Gomis (90e+2)                                |
| Ligue 2     | 15      | 25 novembre 2023  | ES Troyes AC        | 0-1          | EA Guingamp         | 5e  | Guillaume (45e)                                             |
| Ligue 2     | 16      | 2 décembre 2023   | EA Guingamp         | 0-1          | Paris FC            | 6e  | -                                                           |
| Ligue 2     | 17      | 5 décembre 2023   | AS Saint-Étienne    | 1-3          | EA Guingamp         | 6e  | Sidibé (41e), Guillaume (54e), Courtet (86e)                |
| CDF         | T8      | 9 décembre 2023   | AG Caen             | 0-1          | EA Guingamp         | -   | Sidibé (71e)                                                |
| Ligue 2     | 18      | 16 décembre 2023  | EA Guingamp         | 0-1          | US Concarneau       | 6e  | -                                                           |
| Ligue 2     | 19      | 19 décembre 2023  | Angers SCO          | 1-0          | EA Guingamp         | 8e  | -                                                           |
| CDF         | 1/32    | 7 janvier 2024    | EA Guingamp         | 0-2          | Stade rennais FC    | -   | -                                                           |
| Ligue 2     | 20      | 13 janvier 2024   | US Quevilly Rouen   | 0-1          | EA Guingamp         | 6e  | Guillaume (89e)                                             |
| Ligue 2     | 21      | 23 janvier 2024   | EA Guingamp         | 3-3          | Rodez AF            | 7e  | Picard (1re), Sagna (26e), Guillaume (31e)                  |
| Ligue 2     | 22      | 27 janvier 2024   | AJ Auxerre          | 1-1          | EA Guingamp         | 8e  | Merghem (35e)                                               |
| Ligue 2     | 23      | 3 février 2024    | EA Guingamp         | 1-4          | FC Annecy           | 9e  | El Ouazzani (42e)                                           |
| Ligue 2     | 24      | 10 février 2024   | AC Ajaccio          | 3-0          | EA Guingamp         | 11e | -                                                           |
| Ligue 2     | 25      | 17 février 2024   | EA Guingamp         | 1-0          | SM Caen             | 10e | Gomis (4e)                                                  |
| Ligue 2     | 26      | 24 février 2024   | FCG Bordeaux        | 1-0          | EA Guingamp         | 11e | -                                                           |
| Ligue 2     | 27      | 2 mars 2024       | EA Guingamp         | 0-0          | ES Troyes AC        | 11e | -                                                           |
| Ligue 2     | 28      | 9 mars 2024       | US Concarneau       | 2-3          | EA Guingamp         | 8e  | El Ouazzani (1re, 58e), Guillaume (90e+1)                   |
| Ligue 2     | 29      | 16 mars 2024      | EA Guingamp         | 3-0          | Valenciennes FC     | 6e  | Lemonnier (7e), Merghem (22e), El Ouazzani (64e)            |
| Ligue 2     | 30      | 30 mars 2024      | Grenoble F38        | 0-0          | EA Guingamp         | 7e  | -                                                           |
| Ligue 2     | 31      | 6 avril 2024      | EA Guingamp         | 0-0          | Amiens SC           | 8e  | -                                                           |
| Ligue 2     | 32      | 13 avril 2024     | USL Dunkerque       | 0-1          | EA Guingamp         | 8e  | Siwe (58e)                                                  |
| Ligue 2     | 33      | 20 avril 2024     | EA Guingamp         | 0-1          | SC Bastia           | 9e  | -                                                           |
| Ligue 2     | 34      | 23 avril 2024     | EA Guingamp         | 1-2          | Angers SCO          | 9e  | Guillaume (45e+1)                                           |
| Ligue 2     | 35      | 27 avril 2024     | Pau FC              | 1-2          | EA Guingamp         | 9e  | Picard (15e), Gaspar (90e+3 csc)                            |
| Ligue 2     | 36      | 4 mai 2024        | EA Guingamp         | 2-2          | AS Saint-Étienne    | 8e  | El Ouazzani (67e sp), Siwe (84e)                            |
| Ligue 2     | 37      | 10 mai 2024       | Paris FC            | 2-1          | EA Guingamp         | 8e  | Merghem (90e+4)                                             |
| Ligue 2     | 38      | 17 mai 2024       | EA Guingamp         | 0-1          | Stade lavallois MFC | 9e  | -                                                           |

#### Statistiques individuelles
| N° | Nat | Nom         | Championnat | Championnat | Championnat | Championnat    | Championnat | Championnat  | Coupe de France | Coupe de France | Coupe de France | Coupe de France | Coupe de France | Coupe de France | Total   | Total | Total       | Total          | Total  | Total        |
| N° | Nat | Nom         | MJ          | Min         | But inscrit | Passe décisive | Averti      | Carton rouge | MJ              | Min             | But inscrit     | Passe décisive  | Averti          | Carton rouge    | MJ      | Min   | But inscrit | Passe décisive | Averti | Carton rouge |
| -- | --- | ----------- | ----------- | ----------- | ----------- | -------------- | ----------- | ------------ | --------------- | --------------- | --------------- | --------------- | --------------- | --------------- | ------- | ----- | ----------- | -------------- | ------ | ------------ |
| 2  |     | Roux        | 24 (13)     | 1097        | 0           | 1              | 2           | 0            | 3 (2)           | 174             | 0               | 0               | 1               | 0               | 27 (15) | 1271  | 0           | 1              | 3      | 0            |
| 4  |     | Louiserre   | 34 (32)     | 2847        | 0           | 1              | 9           | 0            | 3 (2)           | 186             | 0               | 0               | 0               | 0               | 37 (34) | 3031  | 0           | 1              | 9      | 0            |
| 6  |     | Vallier     | 5 (4)       | 381         | 0           | 0              | 1           | 0            | 0 (0)           | 0               | 0               | 0               | 0               | 0               | 5 (4)   | 381   | 0           | 0              | 1      | 0            |
| 7  |     | Gomis       | 29 (29)     | 2517        | 2           | 1              | 6           | 1            | 2 (1)           | 96              | 1               | 0               | 0               | 0               | 31 (30) | 2612  | 3           | 1              | 6      | 1            |
| 8  |     | Sidibé      | 26 (22)     | 1884        | 2           | 0              | 10          | 1            | 2 (2)           | 176             | 1               | 1               | 1               | 0               | 28 (24) | 2060  | 3           | 1              | 11     | 1            |
| 9  |     | El Ouazzani | 38 (36)     | 3014        | 12          | 5              | 3           | 0            | 1 (1)           | 86              | 0               | 0               | 0               | 0               | 39 (37) | 3150  | 12          | 5              | 3      | 0            |
| 10 |     | Merghem     | 35 (31)     | 2560        | 5           | 1              | 2           | 0            | 2 (1)           | 125             | 0               | 0               | 0               | 0               | 36 (32) | 2685  | 5           | 1              | 2      | 0            |
| 11 |     | Sagna       | 38 (20)     | 2047        | 5           | 5              | 4           | 0            | 3 (2)           | 158             | 0               | 0               | 0               | 0               | 41 (22) | 2205  | 5           | 5              | 4      | 0            |
| 12 |     | Ndour       | 9 (9)       | 602         | 0           | 1              | 1           | 0            | 0 (0)           | 0               | 0               | 0               | 0               | 0               | 9 (9)   | 602   | 0           | 1              | 1      | 0            |
| 15 |     | Manceau     | 14 (4)      | 597         | 0           | 0              | 1           | 0            | 3 (2)           | 184             | 0               | 0               | 0               | 0               | 17 (6)  | 781   | 0           | 0              | 1      | 0            |
| 16 |     | Basilio     | 38 (38)     | 3420        | 0           | 0              | 1           | 0            | 2 (2)           | 180             | 0               | 0               | 0               | 0               | 40 (40) | 3600  | 0           | 0              | 1      | 0            |
| 17 |     | Siwe        | 28 (2)      | 501         | 2           | 0              | 2           | 0            | 3 (2)           | 141             | 0               | 0               | 1               | 0               | 31 (4)  | 642   | 2           | 0              | 3      | 0            |
| 18 |     | Courtet     | 19 (6)      | 702         | 1           | 0              | 3           | 0            | 2 (2)           | 180             | 1               | 0               | 0               | 0               | 21 (8)  | 882   | 2           | 0              | 3      | 0            |
| 18 |     | Phiri       | 9 (0)       | 160         | 0           | 0              | 0           | 0            | 0 (0)           | 0               | 0               | 0               | 0               | 0               | 9 (0)   | 160   | 0           | 0              | 0      | 0            |
| 19 |     | Iglesias    | 10 (4)      | 335         | 0           | 1              | 1           | 0            | 0 (0)           | 0               | 0               | 0               | 0               | 0               | 10 (4)  | 335   | 0           | 1              | 1      | 0            |
| 20 |     | Picard      | 36 (25)     | 1975        | 3           | 3              | 0           | 0            | 3 (2)           | 200             | 0               | 1               | 0               | 0               | 39 (27) | 2175  | 3           | 4              | 0      | 0            |
| 21 |     | Guillaume   | 36 (30)     | 2482        | 8           | 3              | 4           | 0            | 3 (1)           | 109             | 0               | 0               | 0               | 0               | 39 (31) | 2591  | 8           | 3              | 4      | 0            |
| 22 |     | Lobry       | 18 (14)     | 1248        | 0           | 0              | 1           | 0            | 0 (0)           | 0               | 0               | 0               | 0               | 0               | 18 (14) | 1248  | 0           | 0              | 1      | 0            |
| 23 |     | Luvambo     | 14 (1)      | 256         | 0           | 1              | 1           | 0            | 1 (0)           | 14              | 0               | 0               | 0               | 0               | 15 (1)  | 270   | 0           | 1              | 1      | 0            |
| 24 |     | Lemonnier   | 30 (30)     | 2594        | 1           | 0              | 3           | 1            | 2 (2)           | 180             | 0               | 0               | 0               | 0               | 32 (32) | 2774  | 1           | 0              | 3      | 1            |
| 25 |     | Ben Mohamed | 13 (12)     | 1142        | 0           | 1              | 0           | 0            | 2 (2)           | 149             | 0               | 0               | 0               | 0               | 15 (14) | 1291  | 0           | 1              | 0      | 0            |
| 26 |     | Riou        | 12 (11)     | 1035        | 0           | 0              | 0           | 0            | 3 (3)           | 264             | 0               | 0               | 1               | 0               | 15 (14) | 1299  | 0           | 0              | 1      | 0            |
| 27 |     | Sivis       | 34 (34)     | 3005        | 1           | 2              | 11          | 2            | 2 (2)           | 180             | 0               | 0               | 0               | 0               | 36 (36) | 3185  | 1           | 2              | 11     | 2            |
| 28 |     | Barthelmé   | 1 (0)       | 21          | 0           | 0              | 0           | 0            | 3 (1)           | 71              | 0               | 0               | 0               | 0               | 4 (1)   | 92    | 0           | 0              | 0      | 0            |
| 29 |     | Bonnet      | 7 (0)       | 77          | 0           | 0              | 0           | 0            | 0 (0)           | 0               | 0               | 0               | 0               | 0               | 7 (0)   | 77    | 0           | 0              | 0      | 0            |
| 30 |     | Niasse      | 0 (0)       | 0           | 0           | 0              | 0           | 0            | 1 (1)           | 90              | 0               | 0               | 0               | 0               | 1 (1)   | 90    | 0           | 0              | 0      | 0            |
| 31 |     | Maronnier   | 15 (13)     | 1121        | 0           | 1              | 2           | 0            | 1 (0)           | 27              | 0               | 0               | 0               | 0               | 16 (13) | 1148  | 0           | 1              | 2      | 0            |

#### Statistiques des buteurs
|       | Buteur             | Ligue 2 | Coupe de France | Total | Min  | MJ |
| ----- | ------------------ | ------- | --------------- | ----- | ---- | -- |
| TOTAL | TOTAL              | 42      | 3               | 45    | 3690 | 41 |
| 1     | Amine El Ouazzani  | 12      | 0               | 12    | 3150 | 39 |
| 2     | Baptiste Guillaume | 8       | 0               | 8     | 2591 | 39 |
| 3     | Amadou Sagna       | 5       | 0               | 5     | 2205 | 41 |
| 4     | Mehdi Merghem      | 5       | 0               | 5     | 2685 | 37 |
| 5     | Kalidou Sidibé     | 2       | 1               | 3     | 2060 | 28 |
| 6     | Hugo Picard        | 3       | 0               | 3     | 2175 | 39 |
| 7     | Donatien Gomis     | 2       | 1               | 3     | 2612 | 31 |
| 8     | Jacques Siwe       | 2       | 0               | 2     | 680  | 31 |
| 9     | Gaëtan Courtet     | 1       | 1               | 2     | 882  | 21 |
| 10    | Pierre Lemonnier   | 1       | 0               | 1     | 2774 | 32 |
| 11    | Maxime Sivis       | 1       | 0               | 1     | 3185 | 36 |

#### Statistiques des passeurs décisifs
|       | Passeur            | Ligue 2 | Coupe de France | Total | Min  | MJ |
| ----- | ------------------ | ------- | --------------- | ----- | ---- | -- |
| TOTAL | TOTAL              | 27      | 2               | 29    | 3690 | 41 |
| 1     | Amadou Sagna       | 5       | 0               | 5     | 2205 | 41 |
| 2     | Amine El Ouazzani  | 5       | 0               | 5     | 3150 | 39 |
| 3     | Hugo Picard        | 3       | 1               | 4     | 2175 | 39 |
| 4     | Baptiste Guillaume | 3       | 0               | 3     | 2591 | 39 |
| 5     | Maxime Sivis       | 2       | 0               | 2     | 3185 | 36 |
| 6     | Taylor Luvambo     | 1       | 0               | 1     | 270  | 15 |
| 7     | Jonathan Iglesias  | 1       | 0               | 1     | 335  | 10 |
| 8     | Abdallah Ndour     | 1       | 0               | 1     | 602  | 9  |
| 9     | Lucas Maronnier    | 1       | 0               | 1     | 1148 | 16 |
| 10    | Baptiste Roux      | 1       | 0               | 1     | 1271 | 26 |
| 11    | Ayman Ben Mohamed  | 1       | 0               | 1     | 1291 | 15 |
| 12    | Kalidou Sidibé     | 0       | 1               | 1     | 2060 | 28 |
| 13    | Donatien Gomis     | 1       | 0               | 1     | 2612 | 31 |
| 14    | Mehdi Merghem      | 1       | 0               | 1     | 2685 | 37 |
| 15    | Dylan Louiserre    | 1       | 0               | 1     | 3031 | 37 |